# Steve Bales

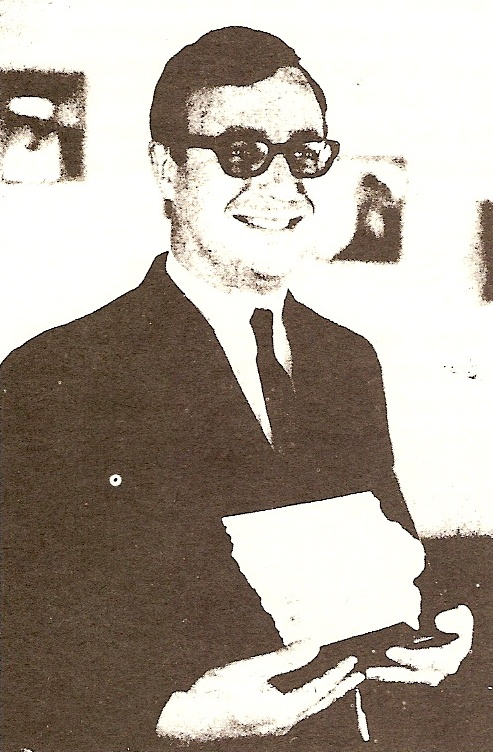
Bales im August 1969

Steve Bales (* 7. Oktober 1942 in Ottumwa, Iowa) war Raumfahrt-Ingenieur bei der NASA und dort Flight Controller sowie Guidance Officer (GUIDO). Der 26-jährige Bales wurde für seine Entscheidung bekannt, den Flug von Apollo 11 kurz vor der Landung auf dem Mond nicht abzubrechen, trotz massiver Computerprobleme und überhöhter Geschwindigkeit des Lunar Modules.

## Ausbildung
Geboren in Ottumwa im US-Bundesstaat Iowa und aufgewachsen in Fremont, studierte Steve Bales an der Iowa State University und schloss dort mit einem Bachelor of Science im Fach Aeronautical Engineering ab.

## NASA
Direkt nach dem Studium trat er im Dezember 1964 in die Dienste der NASA. Dort war er verantwortlich als Flugdirektor und Flugführungs-Offizier (Guidance Officer) für die automatische Flugbahnberechnung durch das sog. Guidance System an Bord von Gemini 3, Gemini 4 und Gemini 10.

## Spätere Karriere
Bales spätere Karriere gipfelte in der Position des Deputy Director of Operations des Johnson Space Center. Er verließ 1996 die NASA und übernahm eine Stelle bei Amspec Chemical in New Jersey.